# Окунь балхаський
Окунь балхаський (Perca shrenki) розповсюджений в озерах Балхаш, Алакуль, в річці Ілі та озерах її заплави, в ряді водойм північного Казахстану. Загалом анатомія, біологія та екологія балхаського окуня подібні до таких окуня звичайного. Від останнього балхаський окунь відрізняється світлішим забарвленням, більш видовженим тілом, відсутністю чорної плями на спинному плавці та поперечних чорних смуг у дорослих риб (у молоді вони є), нижчим переднім спинним плавцем, виступаючою вперед нижньою щелепою. 
Живе в самих різних умовах, зустрічається як в швидких річках напівгорного типу, так і в сильно зарослих стоячих ставках. В озері Балхаш утворює дві форми: пелагічну та прибережну. Прибережний окунь харчується зоопланктоном, бентосом, росте повільно: у віці 8 років має довжину 12-15см, масу 25-50г. Пелагічний окунь в цьому віці досягає довжини 30-36см та маси 500-800г, зустрічаються екземпляри масою понад 1кг. За характером харчування цей вид – хижак. Живиться паліями, молоддю інших риб, часто поїдає власну молодь. При прогріванні води більш ніж до 20°С інтенсивність харчування балхаського окуня різко зменшується, і він відходить від берегів на глибину. Восени балхаський окунь харчується цьоголітками свого виду, що утворюють значні скупчення в прибережній зоні, не припиняє харчування і взимку.
Нерест в західній частині Балхаша відбувається в квітні, у східній – в травні. Основні нерестилища – опріснені мілководні ділянки вздовж берегової лінії, а також дельта Ілі. На межах свого ареалу балхаський окунь зхрещується з окунем звичайним – такі гібриди виявлені в ряді озер північного Казахстану.
В оз. Балхаш до акліматизації судака балхаський окунь був промисловою рибою, його ловили та заготовляли в солоному, в’яленому та мороженому вигляді; але зараз заселений в Балхаш судак у великій кількості споживає балхаського окуня, тому чисельність останнього значно скоротилась. Зараз балхаський окунь занесений в Міжнародну Червону книгу та в Червону книгу Республіки Казахстан.